# José Manuel Díaz Fernández
José Manuel Díaz Fernández (Madrid, España, 30 de agosto de 1968), más conocido como Manolo Díaz, es un entrenador de fútbol español. Actualmente está sin equipo.

## Trayectoria
Comenzó su carrera como jugador, donde estuvo once años en las categorías inferiores del Real Madrid hasta 1989.
Manolo Díaz dirigió al Juvenil B durante la primera etapa de Florentino Pérez en la presidencia del club.
Tras la llegada de Ramón Calderón, pondría rumbo a México para volver a España como entrenador del Navalcarnero en la temporada 2008/2009, un equipo en el que pese a ser despedido cuajó una enorme labor dejándole muy cerca de un ascenso que lograría posteriormente. Y al año siguiente regresaría a su casa, la cantera blanca.
En la temporada 2009/2010, comenzó su segunda aventura en 'La Fábrica'. El retorno de Florentino Pérez significó el regreso del entrenador que se ocuparía esta vez del Real Madrid C que, casualmente, había salvado Alberto Toril del descenso a preferente antes de su llegada. Un Real Madrid C que ha dirigido de forma sensacional en las últimas tres temporadas tanto en Tercera como en una Segunda División B en la que brilló la temporada pasada sorprendiendo a propios y extraños.
En noviembre de 2013, se produce la destitución de Alberto Toril como técnico del Real Madrid Castilla, y a él, hasta ahora míster del 'C', le llega su primera gran oportunidad al frente del primer filial blanco en la que convierte en su primera aventura más allá de la Segunda División B. Su llegada cambió la cara del equipo, pues sacó al filial madridista de los puestos de descenso mediada la segunda vuelta, pero volvió a puestos de descenso en la recta final del campeonato y descendió en la última jornada.
En julio de 2014, firma como nuevo técnico de la Ponferradina. En su primera campaña en el banquillo de El Toralín, llevó al conjunto berciano a la 7.ª posición, quedándose a las puertas de la promoción de ascenso. Fue destituido el 31 de enero de 2016, tras encadenar 6 derrotas en los 7 últimos partidos, dejando a la Ponferradina en 16.ª posición tras 23 jornadas.
En noviembre de 2018, tras estar enrolado en la estructura del Real Madrid, se convierte en entrenador del Real Madrid Castilla Club de Fútbol de la Segunda División B para sustituir a Santiago Solari que cogería las riendas del primer equipo tras la destitución de Julen Lopetegui.
Tras el fichaje de Raúl para dirigir el Real Madrid Castilla, regresó a su función de responsable de formación de la cantera. En 2020 abandonó su puesto en el Real Madrid.
El 8 de febrero de 2021, se oficializa su fichaje como entrenador del Hércules de Alicante CF de la Segunda división B.
El 8 de septiembre de 2021, firma por el SC East Bengal de la Superliga de India, tras la destitución de Robbie Fowler. Manolo dirige al equipo indio hasta el 31 de diciembre de 2021, siendo sustituido por Mario Rivera.

## Clubes
| Club                    | País   | Año     |
| ----------------------- | ------ | ------- |
| Real Madrid Aficionados | España | 1986-88 |
| R. S. D. Alcalá         | España | 1988-91 |
| C. D. Pegaso            | España | 1991-92 |
| Getafe C. F.            | España | 1991-92 |
| Real Aranjuez C. F.     | España | 1993-95 |

### Entrenador
| Club                       | País   | Año     |
| -------------------------- | ------ | ------- |
| Real Madrid C. F. Juvenil  | España | 2002-06 |
| C. D. A. Navalcarnero      | España | 2008-09 |
| Real Madrid C. F. "C"      | España | 2010-13 |
| Real Madrid Castilla C. F. | España | 2013-14 |
| S. D. Ponferradina         | España | 2014-16 |
| Real Madrid Castilla C. F. | España | 2018-19 |
| Hércules de Alicante C. F. | España | 2021    |
| S. C. East Bengal          | India  | 2021    |

## Distinciones individuales
| Distinción                                           | Año  |
| ---------------------------------------------------- | ---- |
| Entrenador del mes de septiembre de la Liga Adelante | 2014 |